# Yves Morvan
Yves Morvan (geboren am 13. Januar 1932 in Uzel) ist ein französischer Archäologe, Spezialist für Romanik und Ikonographie von Blaise Pascal.

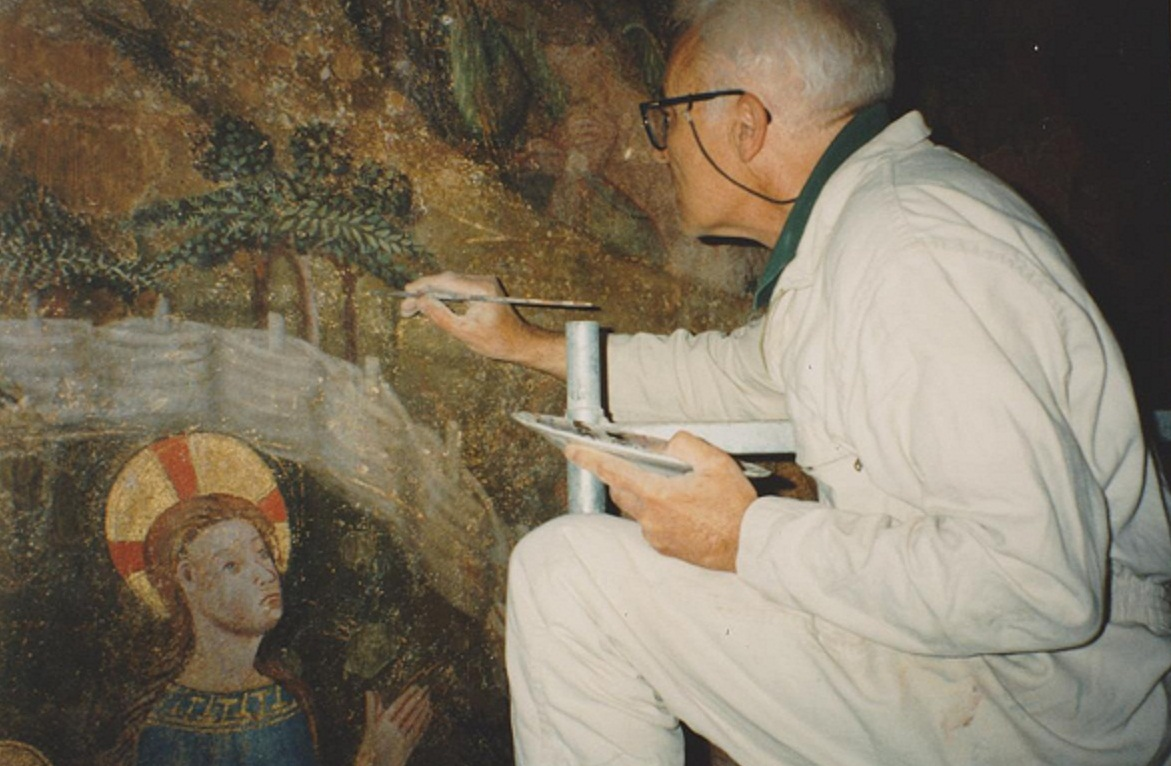
Yves Morvan in Saint-Flour, 1998

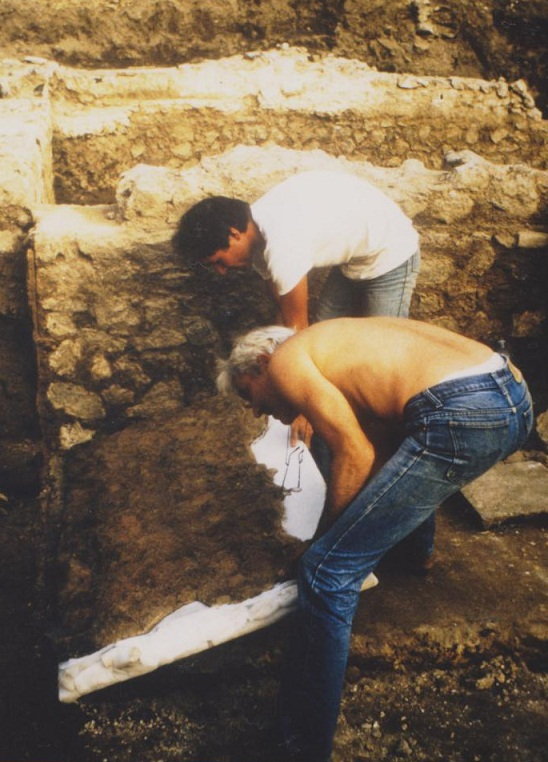
Yves Morvan restauriert ein gallorömisches Wandgemälde mit einem Team der CNRS, 1986

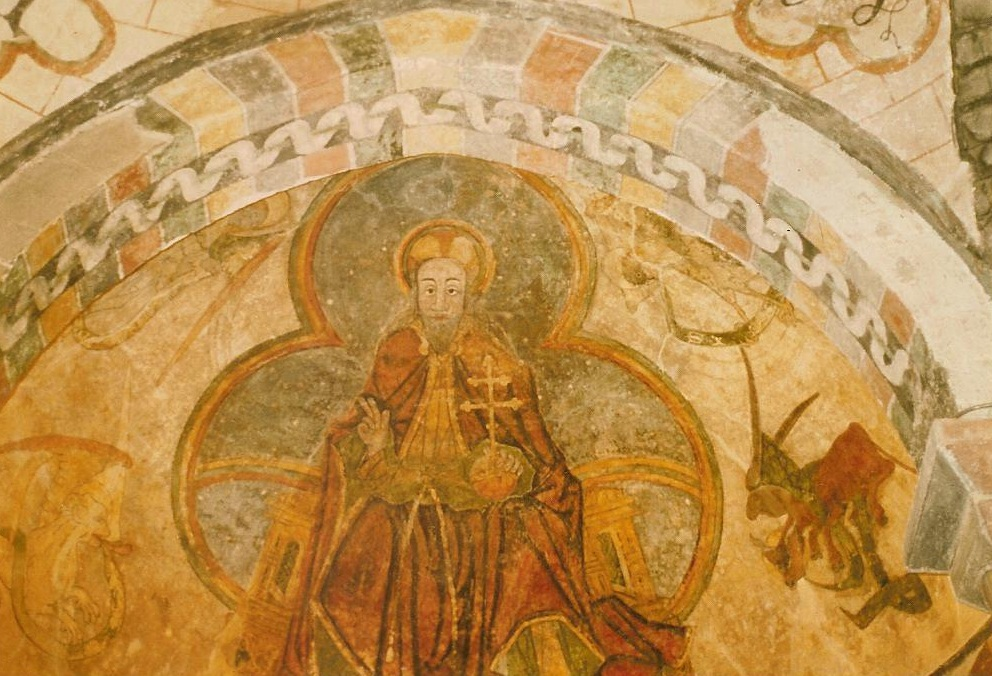
Majestas Domini von Jaleyrac

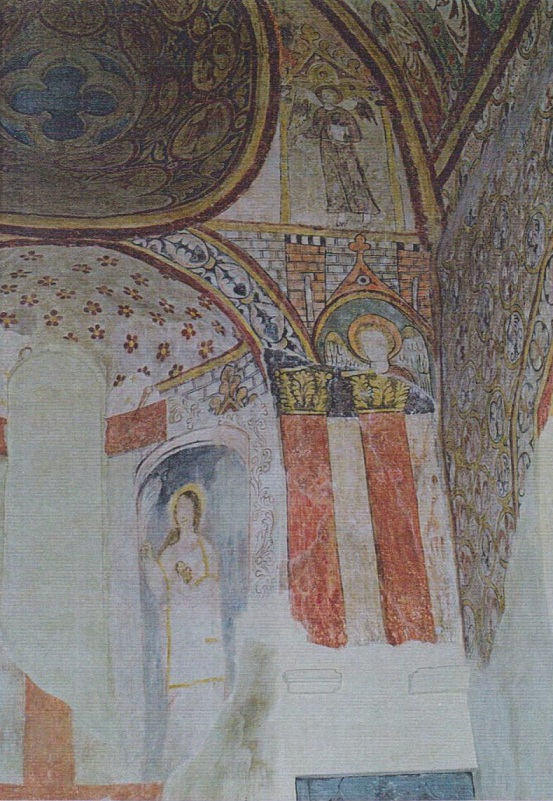
Wandfarben in Pignols

## Leben
Er wurde Mitglied der Académie des sciences, belles-lettres et arts von Clermont-Ferrand, und erhielt 1981 den Preis J.F. Mège. Er ist Restaurator, Bildhauer und Farbspezialist.
Während mehr als 40 Jahren arbeitete er an der mittelalterlichen Kunst der Auvergne. Seine Werke wurden von Experten in verschiedenen Büchern zitiert. Er entdeckte bei archäologischen Arbeiten zahlreiche Wandgemälde in den Kirchen der Region. Er unternahm mehr als dreihundert archäologische Forschungen und Restaurierungen.

## Archäologische Funde und Restaurierungen (Auswahl)
- Wandfarbe aus dem 14. Jahrhundert der Mediathek von Brioude und Dornhaus.[6]
- Fresken der Romanischen Kirche von Orléat
- Die Wandgemälde der Kirche Notre-Dame von Aigueperse
- Wandfarben der Kathedrale von Clermont-Ferrand
- Kirche Saint-Léger von Montfermy
- Kirche Saint-Martin von Jaleyrac
- Ehemalige Kapelle der Jesuiten von Puy-en-Velay
- Kirche Saint-Vincent von Saint-Flour
- Kloster St. Vincent von Saint-Flour (15): Bühne mit Saint-Jacques
- Kirche Sainte-Martine von Pont-du-Château
- Saint-Germain-des-Fossés: Das Kirchenschiff und Gemälde, die "Wollust" und Saint-Austremoine darstellen
- Romanische Gemälde in Saint-Amant-Tallende
- Gemälde der Schlosskapelle Murol in Saint-Amant-Tallende
- Schloss des Cheix de Neuville
- Kloster von Menat
- Abbatiale Kirche St. Pierre de Mozac
- Kirche Saint-Barthélémy von Saint-Amant-Roche-Savine
- Die Wandgemälde von Jenzat
- Die Wandgemälde von Château de Busset
- Fresken der Romanischen Kirche von Beurrières

Entdeckung und Restaurierung einer Wandfarbe in Saint-Amant-Roche-Savine
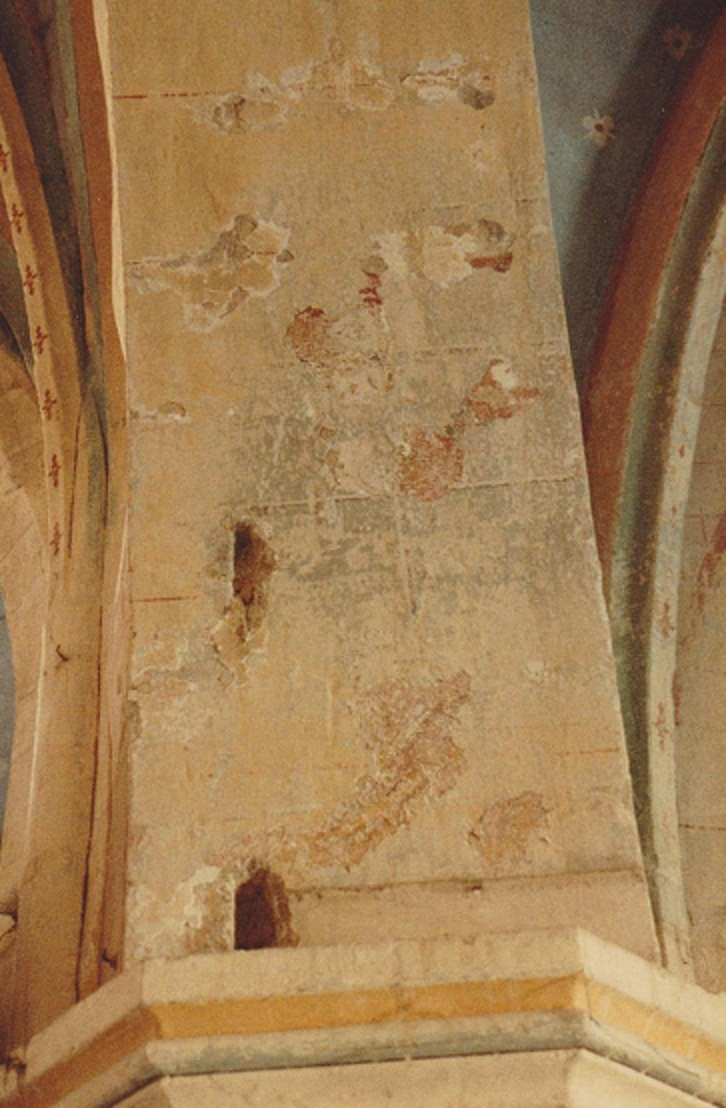
Erste archäologische Forschungen in der Oberflächenschicht des 19. Jahrhunderts
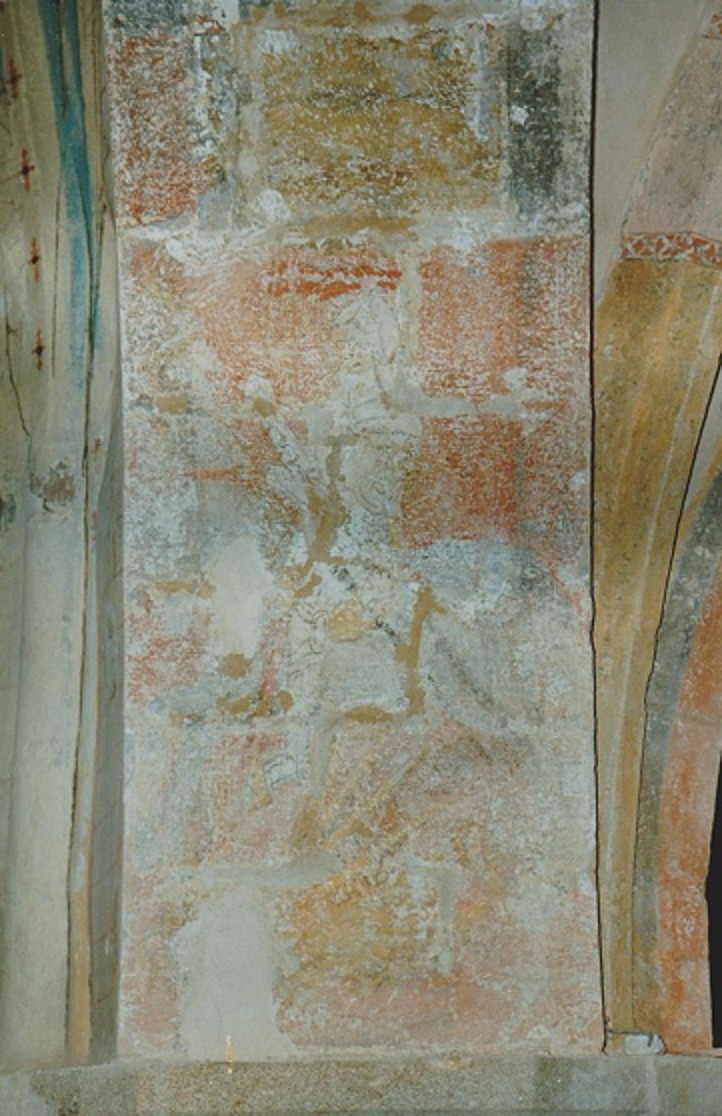
Wandmalerei aus dem 15. Jahrhundert vor der Restaurierung
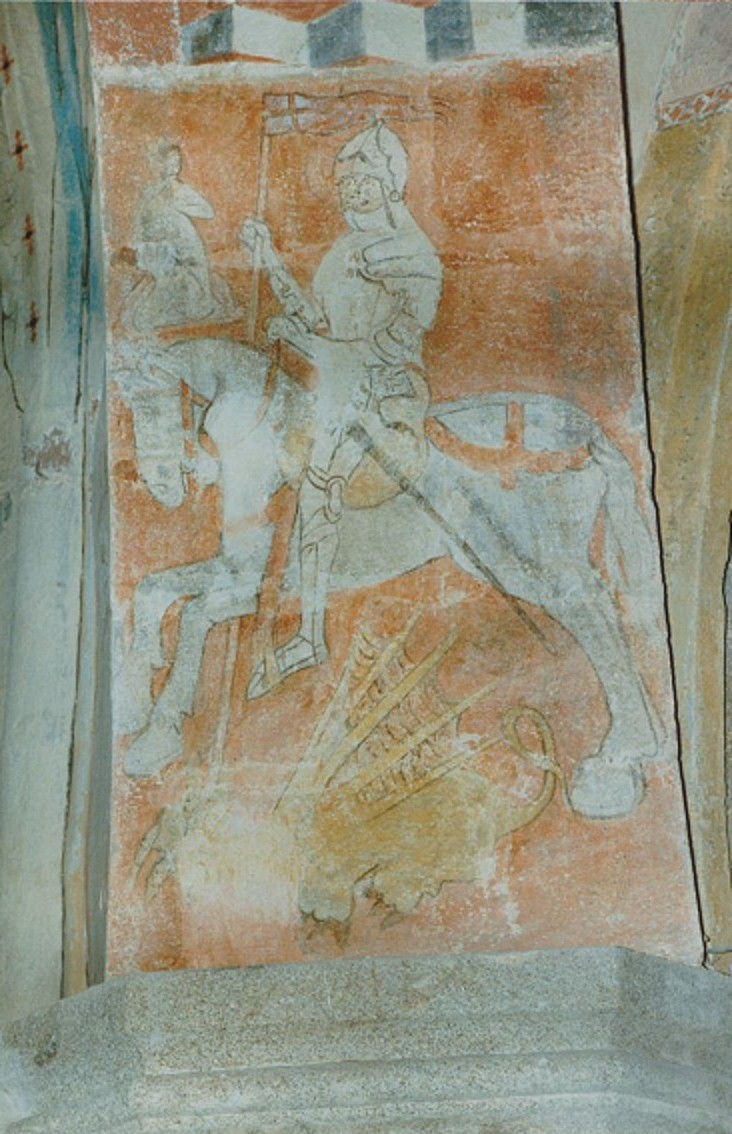
Wandmalerei nach der Restaurierung

## Preise
- Preis J.F. Mège 1981.

## Veröffentlichungen (Auswahl)
- Pascal à Mirefleurs ? Les dessins de la maison de Domat, Courrier du Centre International Blaise Pascal, 6, 1984.
- Peste noire à Jenzat, in Bulletin historique et scientifique de l’Auvergne, Clermont-Ferrand, vol. 92, n° 682, 1984.
- La maison de l’Éléphant, Bulletin historique et scientifique de l’Auvergne, vol. 92, numéro 683, 1984.
- mit Ezio Arduini, Pascal à Mirefleurs ? Les dessins de la maison de Domat, Impr. Blandin, 1985.[7]
- Montfermy : les peintures murales du sanctuaire, Bulletin historique et scientifique de l’Auvergne, vol. 93, n° 689, 1986.
- Pascal d’après nature, Bulletin historique et scientifique de l’Auvergne, tome XCIII, n° 692-693, 1987.
- Récentes découvertes de peintures murales dans l’église Saint-Martin de Jenzat (Allier), Société française d’archéologie, Congrès archéologique de France, 146e session, Bourbonnais, 1988.
- mit Bruno Saunier, Peintures murales du XIIe au XVIIIe siècle (principaux sites), Association pour l’Étude et la Mise en Valeur du Patrimoine Auvergnat, 1989.
- Images anciennes et nouvelles de Blaise Pascal, souvenir de l’exposition, Courrier du Centre International Blaise Pascal, 13, 1991.
- Les peintures de la salle capitulaire d’Issoire, Revue d’Auvergne, Volume 106, n° 3, Société des amis de l’Université de Clermont, Ed. G. Mont-Louis, 1992.[8]
- Des témoins ressuscités, Monuments historiques, n° 197, 1995.
- Une page de l’histoire des chemins de Saint-Jacques en Haute-Auvergne : Éditions du CTHS, 1995, ISBN 2-7355-0293-7.
- Les peintures intérieures, Bulletin numéro 26 de l'association des amis du vieux Pont-du-Château, 1995.
- Et c’est ainsi qu'Anna est grande... Découverte de peintures murales dans l’église Saint-Vincent de Saint-Flour, Bulletin historique et scientifique de l’Auvergne, tome XCIX, 1998.
- mit Catherine Lonchambon, Des peintures murales inattendues et insolites : Merveilles de l’église de Pignols, Histoire et Images médiévales, n° 47, 2003.
- La Sirène et la luxure, Communication du Colloque "La luxure et le corps dans l’art roman", Mozac, 2008.
- (mit Hélène Leroy und Francis Debaisieux), Vierges romanes-Portraits croisés, Éditions Debaisieux, 2009, ISBN 978-2-913381-71-1[9].
- La vision et l’harmonie des couleurs (Nouveaux regards), Éditions Ex Aequo, 2015, ISBN 978-2-35962-726-8.

## Ausstellungen
- Zehn Jahre Entdeckung und Restaurierung, July–August 1992.[10]
- Art Sacré, Sellier Gallery, Aurillac. November–December 2007.[11]
- Alte und neue Bilder von Blaise Pascal, Espace municipal Pierre Laporte, Jaude Centre. Clermont-Ferrand. 1990.[12]
- Kopien des romanischen Maria (Mutter Jesu) Standbild von Chassignolles, Colamine-sous-Vodable, Usson, unter anderem.[2]